# Cleotyche mariae
Cleotyche mariae är en insektsart som beskrevs av Alexander Fyodorovich Emeljanov 1997. Cleotyche mariae ingår i släktet Cleotyche och familjen Dictyopharidae. Inga underarter finns listade i Catalogue of Life.